# Axelita
L'axelita és un mineral de la classe dels fosfats.

## Característiques
L'axelita és un arsenat de fórmula química Na14Cu₇(AsO₄)₈F₂Cl₂. Va ser aprovada com a espècie vàlida per l'Associació Mineralògica Internacional l'any 2017. Cristal·litza en el sistema tetragonal.
L'exemplar que va servir per a determinar l'espècie, el que es coneix com a material tipus, es troba conservat a les col·leccions del Museu Mineralògic Fersmann de l'Acadèmia Russa de les Ciències, a Moscou (Rússia), amb el número de catàleg: 5031/1.

## Formació i jaciments
Va ser descoberta a la fumarola Arsenàtnaia, al segon con d'escòria de l'avanç nord de la gran erupció fissural del volcà Tolbàtxik, a l'óblast de Kamtxatka, Rússia. Es tracta de l'únic indret en tot el planeta on ha estat descrita aquesta espècie mineral.